# Vöcklabruck
Vöcklabruck je hlavní město stejnojmenného okresu v jihozápadních Horních Rakousích v Hausruckviertelu. Leží v centrálním předpolí Alp v nadmořské výšce asi 433 metrů u řeky Vöckla a je střediskem v údolí řeky Ager a je druhou nejdůležitější hospodářskou oblastí v Horních Rakousích. Mimo to je Vöcklabruck důležitým správním, nákupním a školním městem. Žije zde přibližně 12 tisíc obyvatel.
V blízkosti města leží jezera Solné komory (Attersee, Mondsee, Traunsee a další). Vöcklabruck je také nazýván turistickou branou do Solné komory.

## Historie
Římané oblast osídlili kolem roku 15 n. l. a začlenili ji do své provincie Noricum.
Na konci 5. století  byla římská správa pod útokem germánských kmenů poražena, poté začala bavorská kolonizace, jejíž vliv je dosud patrný ve skladbě obyvatelstva. Oblast mezi řekami Vöcklou a Agerem je nejstarším bavorským sídlištěm v Rakousku.

### Středověk
Jméno města jako Pons Veckelahe bylo poprvé uvedeno v dokumentech v roce 1134. Proto bylo v roce 1984 oslavováno 850. jubileum. Důležitou stavbou ve městě Vöcklabruck je Schöndorfský kostel, který je v písmeném dokumentu uveden již v roce 824. V pamětní knize kláštera Mondsee je uvedena darovaací listina, kterou zbožný muž jménem Mahtuni část svého dědictví, kterou tvoří pozemky, lesy a jiné cennosti v Attergau v obci Puhilesphah (dnes zvané Pilsbach) převedl klášteru. Tato smlouva byla obnovena dne 26. prosince roku 824 v kostele  ve Scugindorfu, dnešním Schöndorfu a obsahuje první zmínku o lokalitě schöndorfského kostela.
V letech 1134-1143 dal anonymní „poutník z Wengu“ postavit na levém břehu řeky Vöckly u mostu hospic pro poutníky, nejstarší v Horních Rakousích a třetí nejstarší v německé jazykové oblasti.
Vöcklabruck má ve znaku městskou bránu se dvěma jezdci na mostě, symbol opevnění středověkého města a jeho pánů. Náměstí bylo plánovitě založeno ve 12. století Babenberky, kteří získali toto místo do vlastnictví od hraběte z Regau.
Vöcklabruck se v průběhu 14. století z městyse vyvinul v město. V roce 1358, v roce úmrtí vévody Albrechta II. Habsburského „Moudrého“ (1298-1358), již městem byl. Albrecht a jeho syn Rudolf IV. Habsburský (1339-1365) byli velkými příznivci města Vöcklabrucku a proto jsou vyobrazeni jako dva rytíři ve městském znaku.
Také císař Maxmilian I. Habsburský se přátelil se pánem nedalekého zámku Wartenburg Wolfgangem von Polheim. Oba podporovali město a několikrát se tu zdržovali. Na městskou věž dali připevnit svůj erb.

### Novověk
V 16. a 17. století byly osudy města spjaty a ovlivněny s náboženskou reformací, následnými válkami a selským povstáním. K roku 1570 již byla velká část obyvatel města protestantská, ale  farní úřad zůstal katolický, podřízený klášteru svatého Floriana. To vedlo k neustálým konfliktům.
Roku 1620 císař Ferdinand II. Štýrský (1578-1637) dal "zemi pod Ensí" - Horní Rakousy bavorskému vévodovi Maxmilianu I. Bavorskému (1573-1651) jako protislužbu za jeho podporu v bitvě na Bílé hoře. Maxmiliánův místodržící Adam hrabě von Herberstorff vsadil na protireformaci. Povstání rolníků proti vynucené rekatolizaci vyvrcholilo "Hornorakouskou selskou válkou" v roce 1626. Počátkem této války byla takzvaná Frankenburská hra v kostky v květnu 1625, kdy bylo zajato 5000 mužů – účastníků vzpoury a z nich 36 vůdců u Herberstorffu popraveno oběšením. 
Po zániku vlády 1628 a dalších krvavých bojích mezi rolníky a vojskem 1632 byl Vöcklabruck spolu s obcí Engelhartszell na konci třicetileté války ještě jednou zastaven, když císař Ferdinand II. potřeboval peníze pro armádu proti Švédům. Město oddělené ze spolku zemských knížecích měst, zůstalo zubožené a po válkách se jen těžce zotavovalo. Teprve když byl roku 1718 opět zvolen císař Karel VI. Habsburský (1685-1740), dostalo  město zpět svá práva i privilegia.

### 19. století
Za napoleonských válek dopadly na Vöcklabruck opět velké škody. Po uzavření míru v Schönbrunnu roku 1809 připadlo město Francii, aby se zase vrátilo do Bavorska. Teprve Vídeňský kongres v roce 1815 přiřkl Vöcklabruck zpět Rakousku, tentokrát definitivně.
V roce 1893 byly založeny eternitové závody firmy Hatschek. Ze směsi azbestu a cementu se vyvinul materiál, označený poprvé firemním názvem Eternit, a dosáhl světového úspěchu.

### Druhá světová válka
Od 6. června 1941 do 14. května 1942 byla ve Wagrainu pobočka koncentračního tábora Mauthausen. Asi 300 vězňů tu bylo na nucených pracích na cestách a při stavbě mostů. Po druhé světové válce bylo město jen málo poškozené. Byly založeny nové městské části Schöndorf a Dürnau, ve kterých dnes žije více než polovina obyvatel Vöcklabrucku.

### Novodobá historie
Od 15. do 21. června 1985 byla ve Vöcklabrucku VIII. mezinárodní hasičská olympiáda s tradičními mezinárodními hasičskými přebory a přebory mladých hasičů.
Dne 12. března 2006 byla po renovaci otevřena budova staré nemocnice ve Vöcklabrucku.

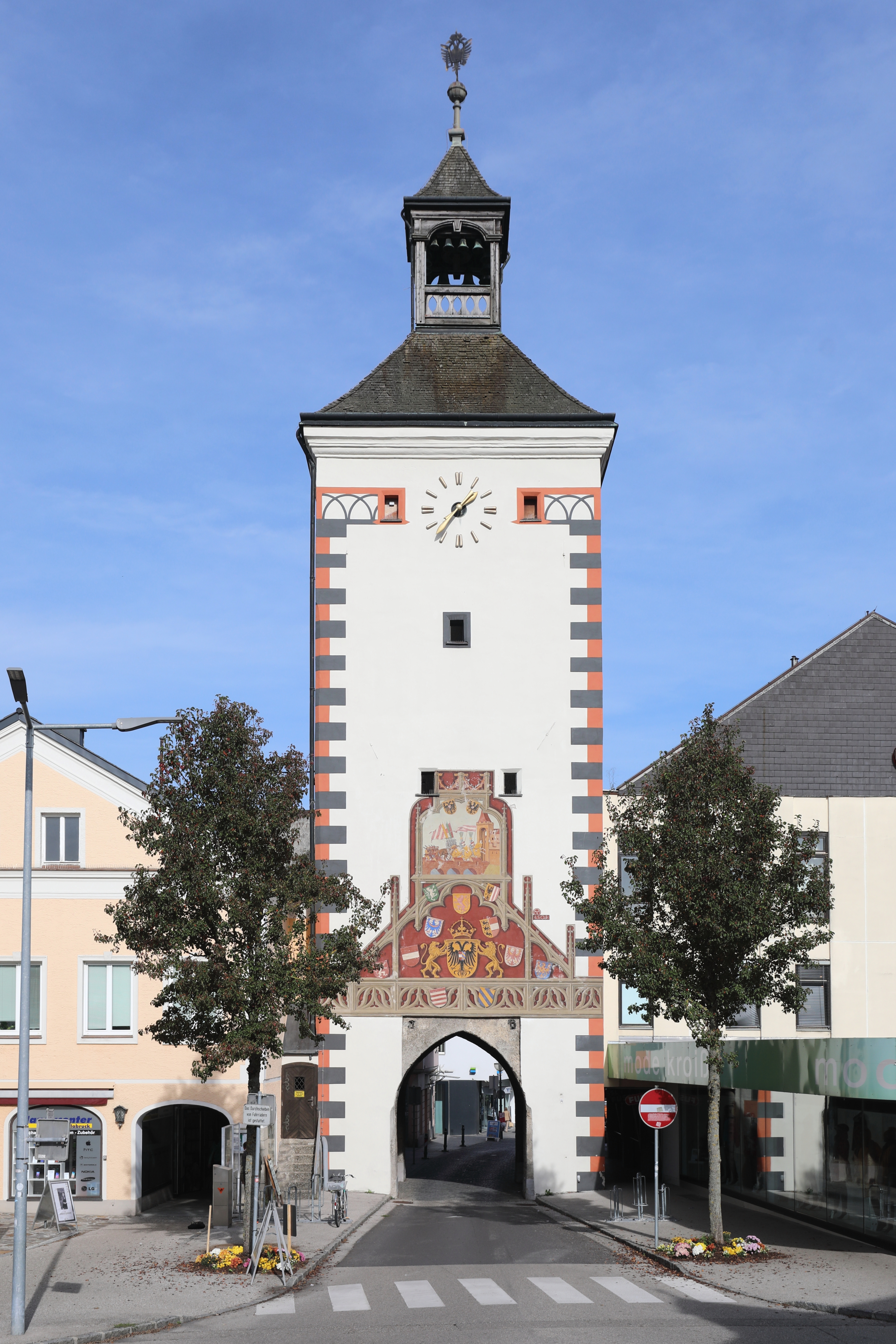
Jižní městská věž s gotickou malbou

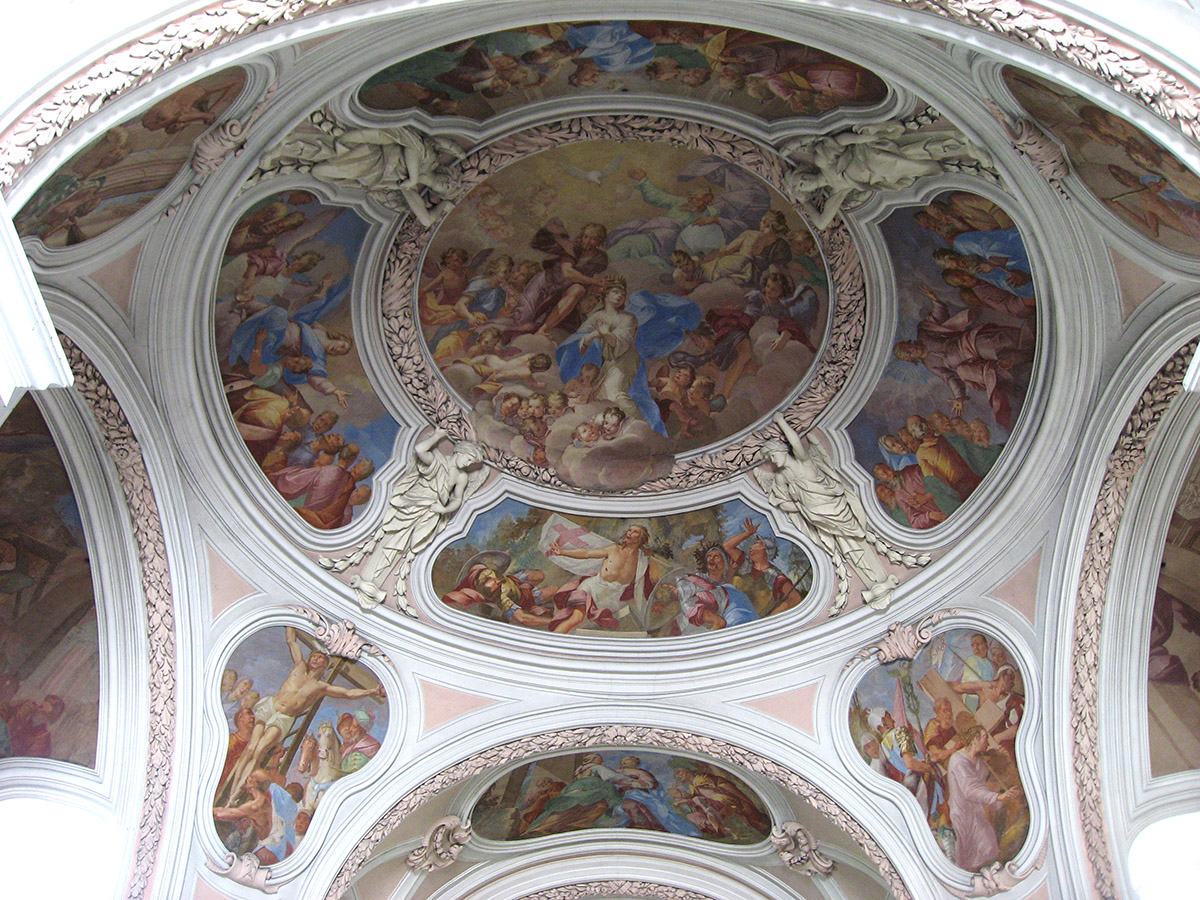
Kostel sv. Jiljí, freska v kupoli

## Pamětihodnosti

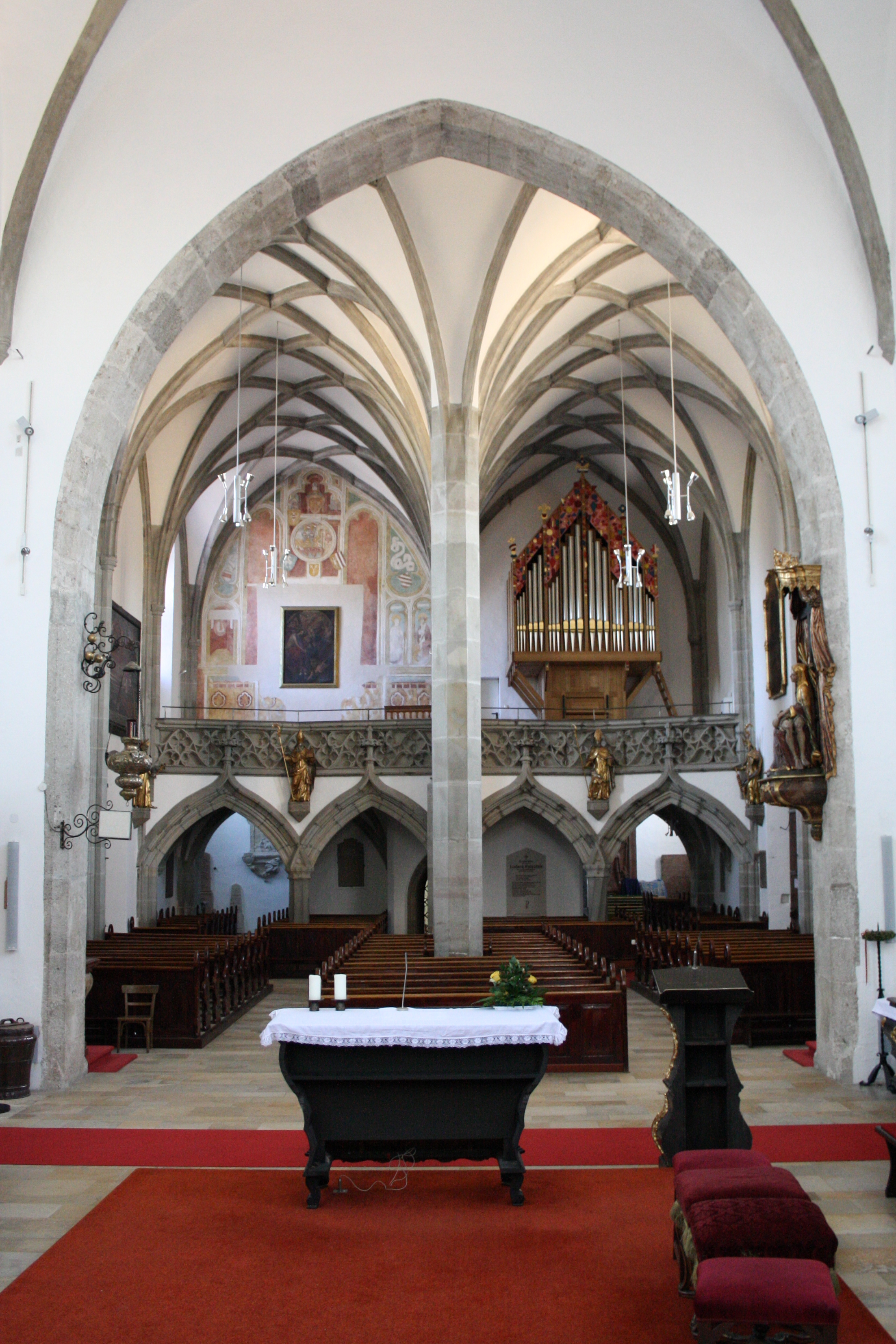
Schöndorfský kostel, interiér

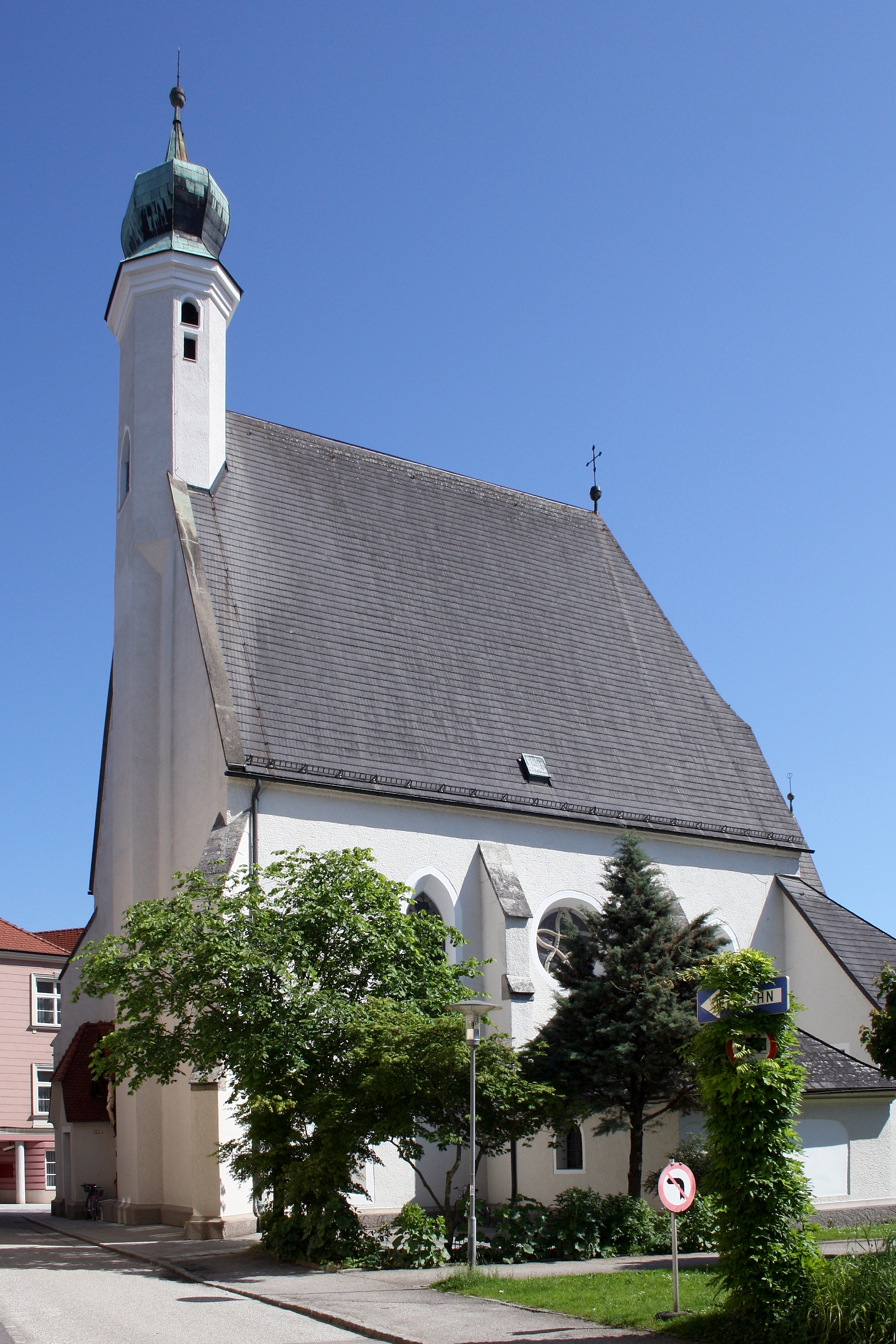
Farní kostel sv. Ulricha

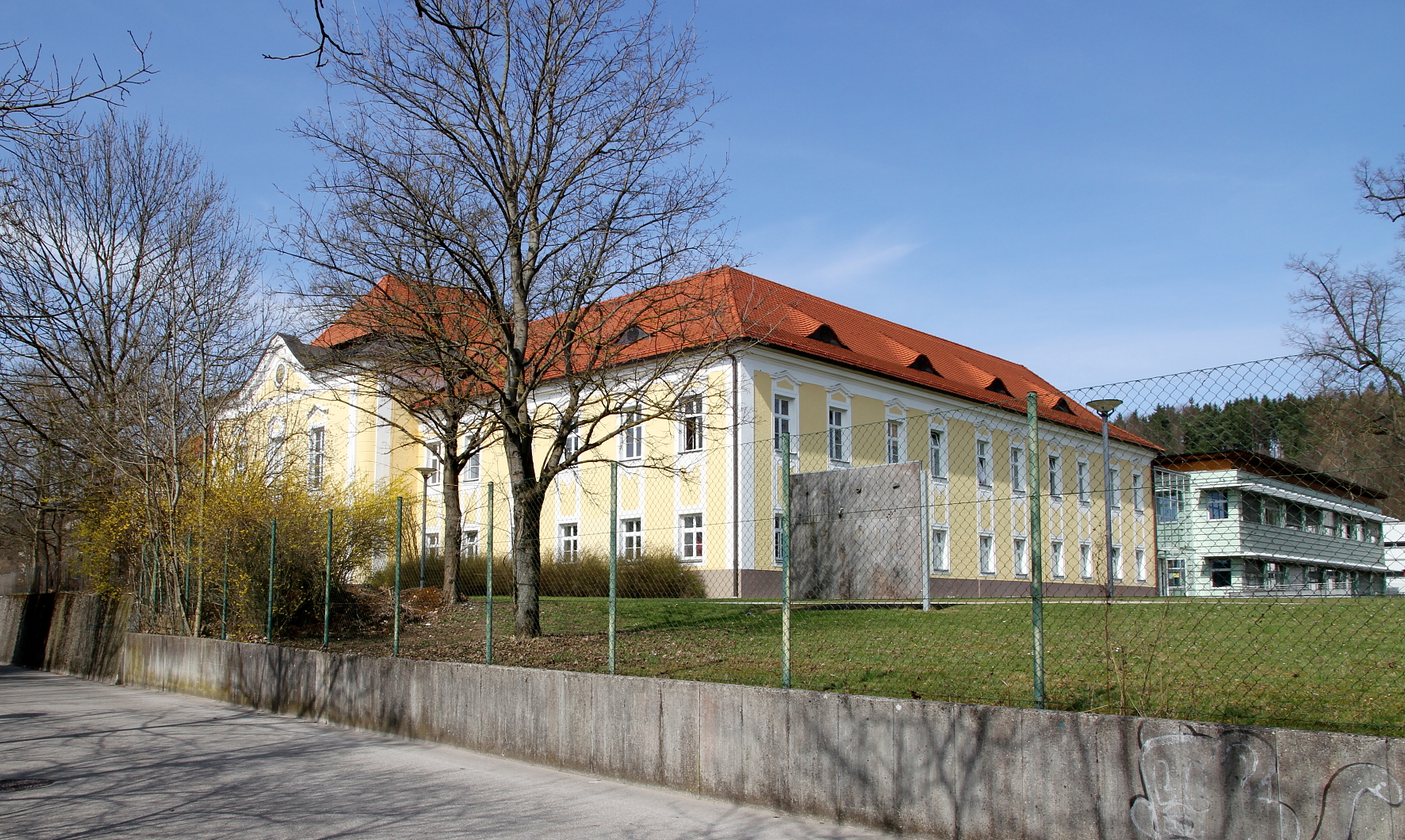
Zámek Wagrain, Vöcklabruck

- "Náměstí se dvěma městskými věžemi", pozdně gotické fresky na fasádě byly objeveny v roce 1960. Pocházejí asi z roku 1502, jsou od tyrolského dvorního stavitele Jörga Kölderera, který maloval také fresky v Saggenburgu v Innsbrucku (ale tam byly již v roce 1766 zničeny).
- "Kostel sv. Jiljí" (Ägidiuskirche, také Dörflkirche) – barokní kostel na levém břehu Vöckla, centrální stavbu na půdorysu kříže postavil v letech 1688–1691 Carlo Antonio Carlone, štukaturami ji vyzdobil jeho bratr Giovanni Battista Carlone, fresky namaloval Carlo Antonio Bussi.
- "Schöndorfský kostel", poutní a hřbitovní kostel, nejstarší v regionu, založen před rokem 824, již v raném středověku opevněný, nynější gotická stavba je z 15. století, má dvoulodní prostor a trojboký chór.
- "Městský farní kostel svatého Ulricha", gotická stavba, založená roku 1391.
- "Protestantský kostel míru" (Friedenskirche), hřbitovní, novoslohová stavba na půdorysu rovnoramenného kříže, z roku 1872, architekt Hermann Wehrenfennig
- Zámek Wagrain
- Nádraží s věží vodárny z 19. století

### Muzea a další turistické cíle
- "Vlastivědné muzeum": historické a etnografické sbírky k selskému životu a bydlení v regionu, dále archeologická a architektonickí expozice staveb u Attersee, pamětní místnost skladatele Antona Brucknera
- Muzeum uprchlíků, odsunutých za druhé světové války a po ní
- Muzeum modelů staveb
- Hornorakouská zemská zahradní výstava se zde konala od 27. dubna do 14. října 2007, měla motto: "Kde zahrady staví mosty."

## Osobnosti

### Rodáci
- Leonhard Schiemer (* kolem 1500), vůdce sekty novokřtěnců
- Emilie Mediz-Pelikan (1861 – 1908), rakouská malířka a grafička, zejména litografie
- Oskar Czerwenka (1924 – 2000), operní pěvec (bas) a malíř
- Franz Bucar (* 1925) rakouský malíř
- Hansjörg Eichmeyer (* 1940), rakouský evangelický luteránský teolog
- Günter Kahowez (* 1940), rakouský hudební skladatel
- Jim Silye (* 1946), kanadský politik, obchodník a sportovec (americký fotbal)
- Kurt Palm (* 1955), rakouský autor a režisér
- Hans Eichhorn (* 1956), rakouský spisovatel
- Franzobel (* 1967), rakouský spisovatel
- Alexandra Charlotte Ulrike Maryam Virginia princezna von Hannover (* 1999), dcera Ernsta Augusta Prinze von Hannover a princezny Caroline z Monaca

### Přistěhovaní
- Werner Kreindl (1927–1992) - rakouský herec

## Sport
- Házená - V poválečných letech sehrála házená - odbor SV Vöcklabrucku důležitou roli. Hráči v černo-bílém dresu byli: Hermann Kamper (brankář), Rupert Pichlmann, Max Asen, Rudi Slezina. Přestože výsledky se snížily, jednota mužstva stoupala. Skvělou událostí v dějinách házené byl 9. duben 1950 (Boží hod velikonoční) - přátelské utkání se švýcarským házenkářským mužstvem Thun. Hosté tu po několik dnů zůstali a absolvovali i s hostiteli výlety do Solné komory.
- Fotbal - 1. FC Vöcklabruck je v roce 2008 v regionální lize - mistr v první třídě ligy, tedy druhá nejvyšší třída Rakouska, postoupil a ve stejné sezóně, jen po nějakém roce, opět se usadil. Budoucnost spolku je nejistá, protože Vöcklabruck příslušnou licenci nedostal a ještě k tomu odstoupil prezident Alois Resch. Zůstává nevyřešeno, zda se Vöcklabruck v příštím roce do první nebo druhé zemské ligy dostane.

## Partnerská města
- Český Krumlov, Česko
- Hauzenberg, Bavorsko
- Slovinský Hradec, Slovinsko